# Hélène de Champchesnel
Hélène Faisant de Champchesnel est une historienne française spécialisée dans l'histoire d'entreprise. Elle est également éditrice et fondatrice de l'entreprise Historien-Conseil, qui effectue des recherches en Histoire. 

## Carrière
Hélène de Champchesnel est titulaire d'un doctorat en histoire, et spécialiste de la Syrie mandataire. Sa thèse est soutenue en 2008 à l'université Paris-Sorbonne sous la direction de Jacques Frémeaux, et porte sur l’histoire de la gendarmerie en Syrie et au Liban pendant la Seconde Guerre mondiale. Cette thèse est publiée en ouvrage en 2014 et intitulée  La déchirure, guerre fratricide en gendarmeries aux éditions du Service historique de la Défense.
Hélène de Champchesnel enseigne la méthodologie à l'Université catholique de l'Ouest et à l'Institut catholique de Rennes, et, en anglais, elle donne un cours d'histoire à Sciences Po Paris.
En 2011, elle crée l'entreprise Historien-Conseil, laboratoire de recherche en histoire, éditeur spécialisé et agence de valorisation historique. 

## Publications (sélection)

### Ouvrages
- Hélène de Champchesnel, La Déchirure, guerre fratricide en gendarmerie, Service historique de la Défense, 2014 (ISBN 9782111290587)[2]
- Hélène de Champchesnel, L'Histoire de France, First édition, 2016 (ISBN 978-2754075879)
- Afghanistan, 90 vies pour la France, Historien-Conseil, 2016
- Faire la tournée des Grands ducs et 99 autres expressions héritées de l'histoire de France, First édition, 2017  (ISBN 978-2412021712)[4],[5],[6],[7]
- Solidaires, Union des transporteurs des Pays de la Loire, Historien-Conseil, 2018 (ISBN 979-10-95680-03-1)
- Maysalun, Carnets de campagne du général Goybet, Historien-Conseil, 2019 (ISBN 9791095680109)
- 100 Héroïnes de l'histoire, Grund, 2019  (ISBN 9782324022241)[8],[9].
- Opex, Des Vies Pour La France, Historien-Conseil, 2019 (ISBN 979-10-95680-09-3)
- 100 Héroïnes de l'histoire de France, Grund, 2020  (ISBN 9782324027390)[10],[11].

## Pour approfondir